# Dąbie (Żory)
Dąbie – peryferyjna część miasta Żory, położona w rejonie ulicy Wyzwolenia, na południowy wschód od centrum Żor, w kierunku na Rudziczkę. 